# Nikopoł (gmina)
Nikopoł (bułg. Община Никопол) – gmina w północnej Bułgarii, w obwodzie Plewen.

## Miejscowości
Miejscowości wchodzące w skład gminy Nikopoł:
- Asenowo (bułg.: Aсеново),
- Bacowa machała (bułg.: Бацова махала),
- Czerkowica (bułg.: Черковица),
- Debowo (bułg.: Дебово),
- Dragasz wojwoda (bułg.: Драгаш войвода),
- Ewłogiewo (bułg.: Евлогиево),
- Lubenowo (bułg.: Любеново),
- Łozica (bułg.: Лозица),
- Museliewo (bułg.: Муселиево),
- Nikopoł (bułg.: Никопол) − siedziba gminy,
- Nowaczene (bułg.: Новачене),
- Sanadinowo (bułg.: Санадиново),
- Wybeł (bułg.: Въбел),
- Żernow (bułg.: Жернов).